# Wörth (hrad)
Hrad Wörth je vodní hrad v obci Neuhausen am Rheinfall v kantonu Schaffhausen ve Švýcarsku. Stojí na malém skalnatém ostrově ne řece Rýn, pod Rýnskými vodopády. Stojí naproti zámku Laufen v kantonu Curych.

## Historie
Na místě hradu původně stál celní hrad Fischerhölzli, který zajišťoval platbu daní z plavby po Rýnu.
Stavba hradu začala v 11. století a skončila roku 1348. Prvními majiteli hradu byli pánové z Jestettu. Dalšími majiteli byli pánové z Fulachu a Schultheissen von Randenburg. Ti v roce 1429 nakonec prodali hrad klášteru Allerheiligen. Po zrušení kláštera se roku 1524 stal obecním úřadem města.
V roce 1621 bylo horní patro přestavěno z dřevěného na kamenné. Po převodu hradu do kantonu Schaffhausenn byl hrad kompletně přestavěn a vznikla v něm restaurace. Ta byla otevřena po dvouleté rekonstrukci roku 1837.
Roku 1797 navštívil hrad německý básník Johan Wolfgang von Goethe. Na jeho počest se sál v 1. patře jmenuje Geotheho sál.

## Architektura
Na nádvoří vedl most, který byl vyztužen kruhovou zdí, na jehož severní straně se tyčila budova hlavního paláce. Třetí patro bylo až do přestavby v roce 1621 tvořené hrázděnou dřevěnou nástavbou.

## Památková ochrana
Budova je uvedena ve švýcarském soupisu kulturních památek národního a regionálního významu jako objekt třídy B regionálního významu.

## Galerie

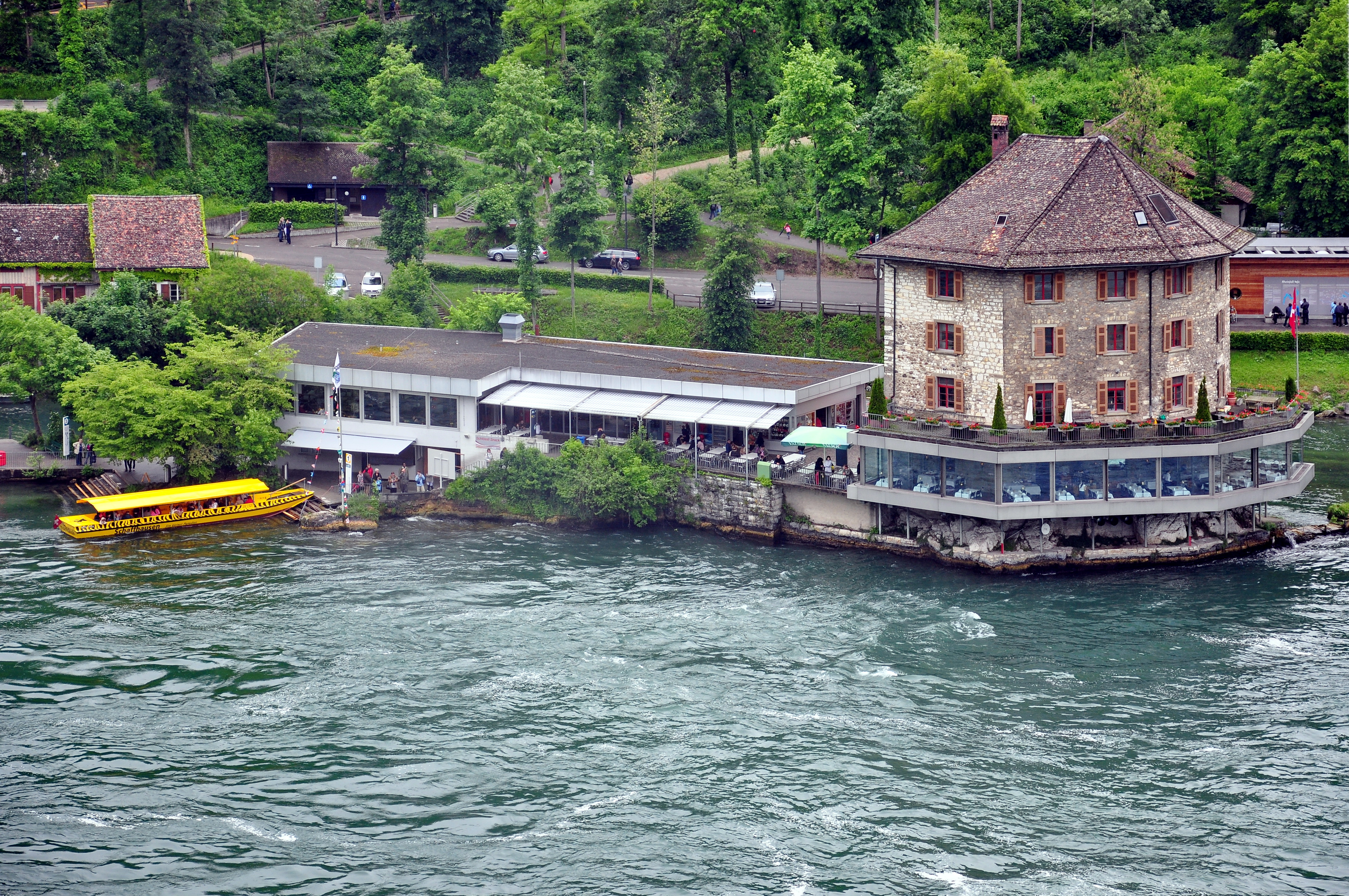
Hrad Wörth
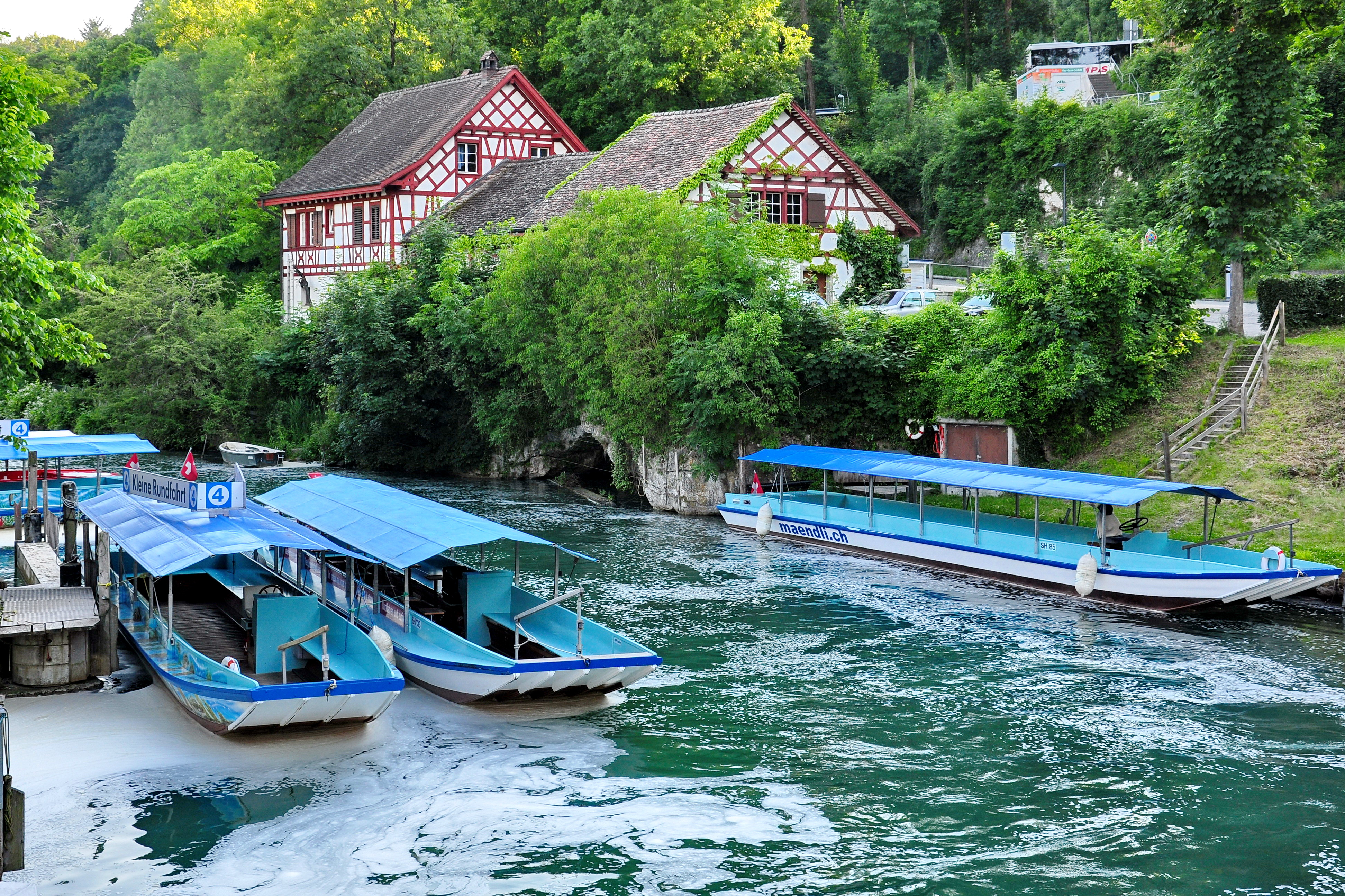
Přístaviště u hradu Wörth
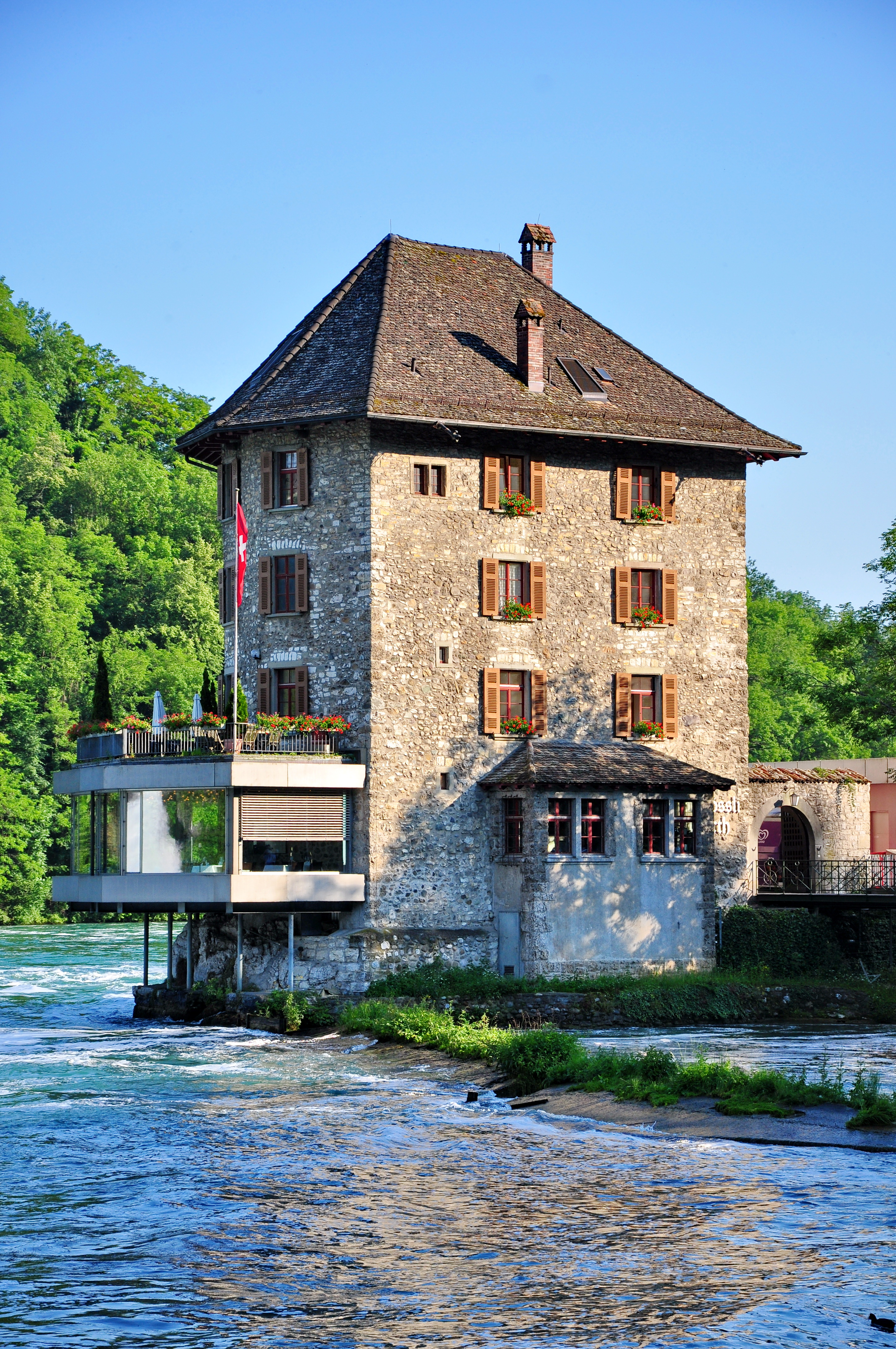
Hrad Wörth s restaurací
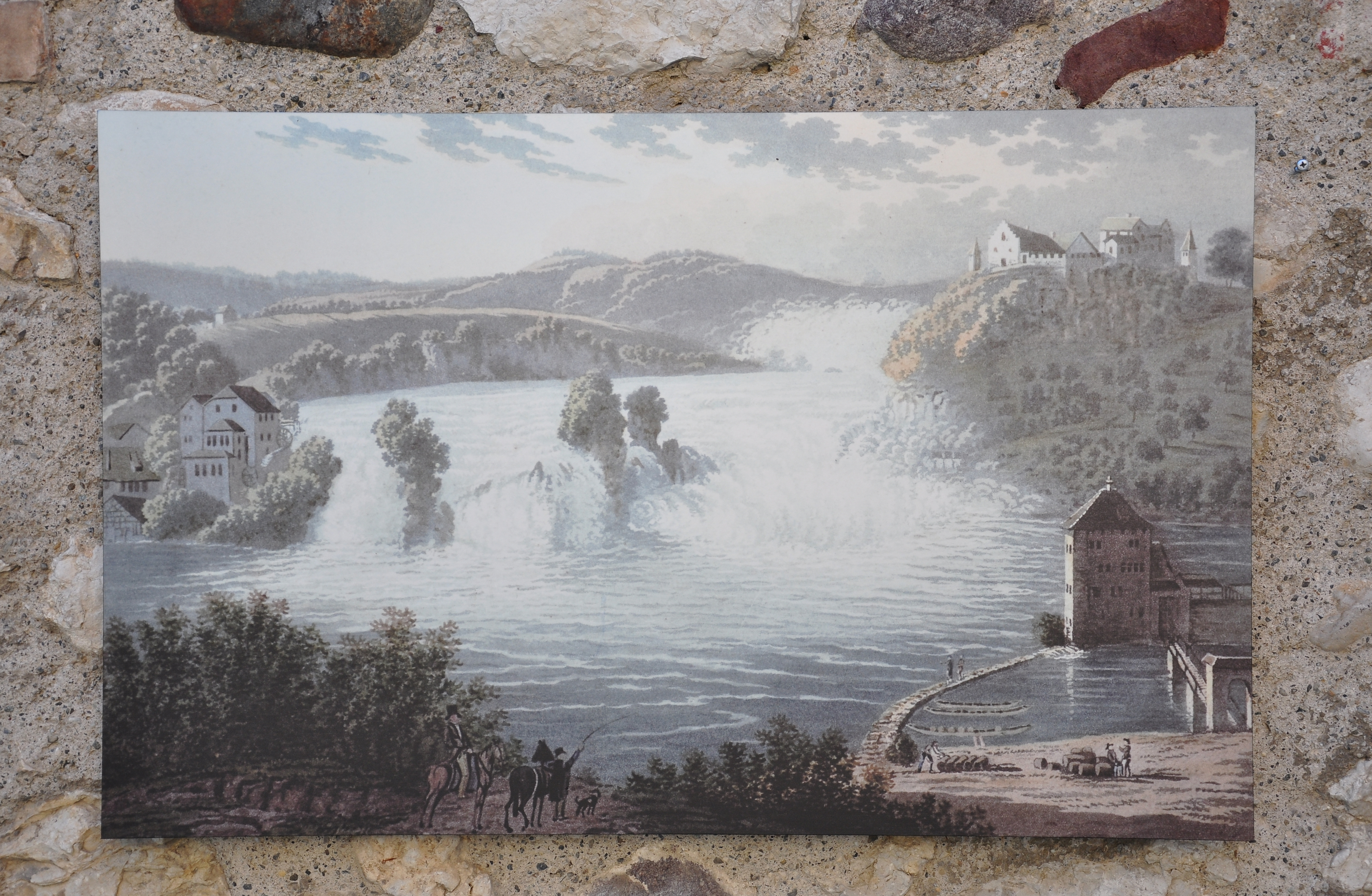
Historický pohled na hrad Wörth
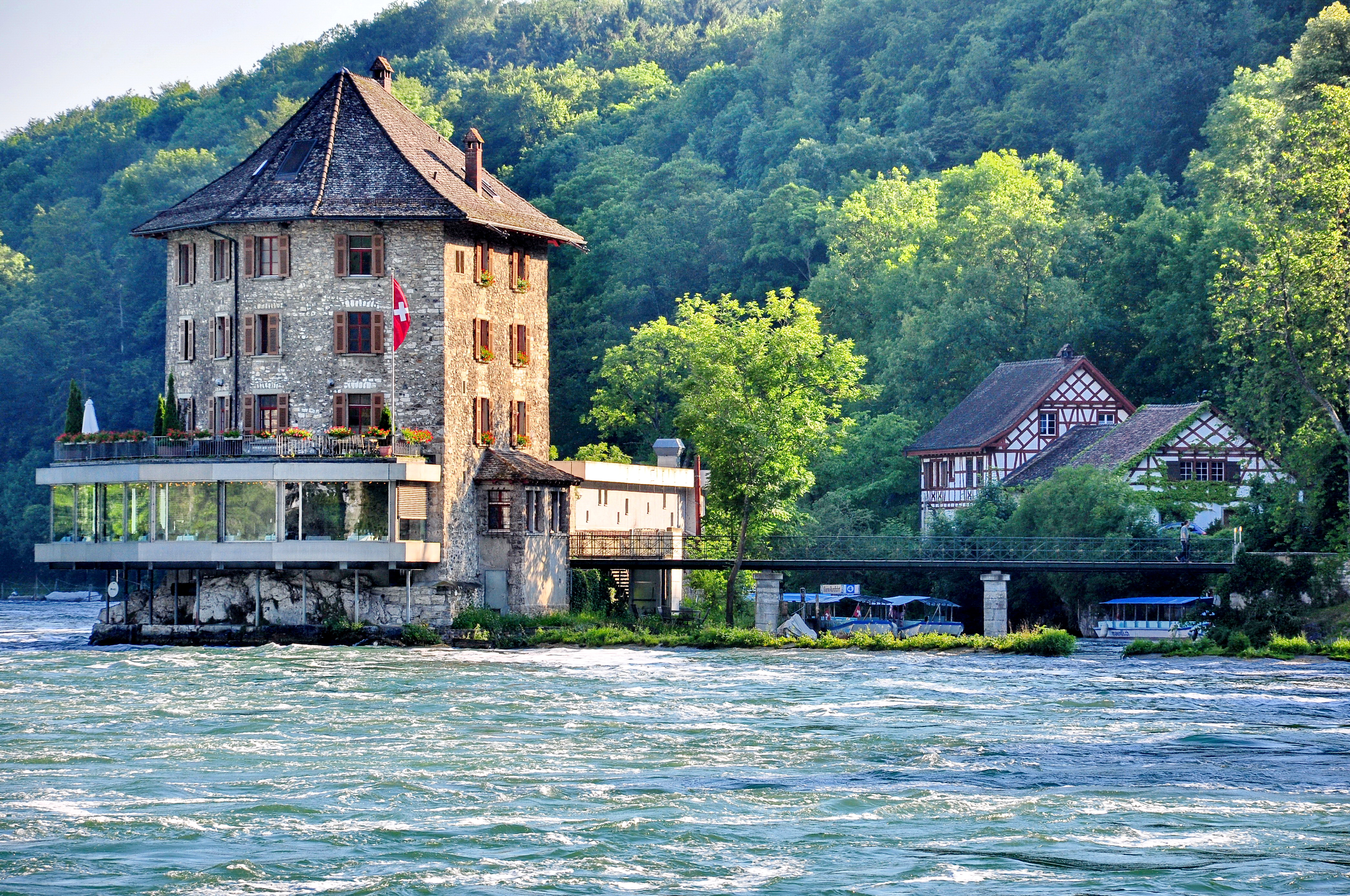
Pohled z řeky Rýn